# Fried Stern
Fried Stern (vollständiger Name: Siegfried Stern; geboren am 13. November 1875 in Frankfurt am Main; gestorben 1944 oder später) war ein deutscher Landschaftsmaler, Grafiker, Schriftsteller und Hörfunkautor.

## Leben
Fried Stern wuchs als fünftes von sechs Kindern in einem jüdisch-christlichen Elternhaus in Frankfurt am Main auf. Sein Vater stammte aus einer jüdischen Familie in Unterfranken, seine Mutter kam aus dem Frankfurter Handwerkermilieu. Bereits während seiner Schulzeit besuchte er zusätzlich die Städelschule und erhielt dort Kunstunterricht von Heinrich Hasselhorst und Karl von Pidoll. Nachdem Stern sich bei einer Stiftung erfolglos um ein Kunststipendium beworben hatte, begann er eine Lehre als Lithograf und später in einer Weinhandlung, brach jedoch beide Ausbildungen innerhalb kurzer Zeit ab.
Als freier Künstler befasste er sich vor allem mit Landschaftsdarstellungen. Mehrere Studienreisen führten ihn nach Holland, England und Frankreich. Anlässlich einer Ausstellung im Jahr 1911 würdigte die Kunstzeitschrift Der Cicerone Sterns Landschaftszeichnungen und -lithografien als „…von großer Innigkeit des Ausdrucks, stets, auch wo es sich um bloße Skizzen handelt, von vollendeter bildmäßiger Wirkung, von breiter, sichrer Strichtechnik und kluger, sparsamer Verwendung der Farbe. Man wird der weiteren Entwicklung des Künstlers, den der Erfolg dieser Ausstellung in die erste Reihe der Frankfurter Künstlerschaft gestellt, mit großer Erwartung entgegensehen dürfen.“
Fried Sterns Wirken als Buchautor begann 1913 mit der Publikation von Aus dem Tagebuch des Robinson Crusoe. Verse und Bilder und setzte sich 1914 in Der Struwwelpeter von heute: Ein Bilderbuch für die Großen von Fried Stern fort. Letzteres wird in der Rezeption als frühe kritische Auseinandersetzung mit dem Struwwelpeter von Heinrich Hoffmann angesehen. Während des Ersten Weltkriegs war er Soldat und wurde in Rumänien eingesetzt. Nach einer Kriegsverletzung 1917 kam er in ein Privatlazarett in Frankfurt am Main, wo er seine Erinnerungen in der Schrift Heimat und Vaterland verarbeitete. Von Juni 1924 bis Dezember 1932 gestaltete er als Autor und Erzähler zahlreiche Sendungen der neu eingetragenen Südwestdeutschen Rundfunkdienst AG.
Der letzte bekannte Wohnort von Fried Stern in Frankfurt am Main war im Jahr 1933 in der Neuhofstraße 33 I im Frankfurter Stadtteil Nordend. In der Zeit des Nationalsozialismus wurde er wegen seiner väterlicherseits jüdischen Abstammung von den Nationalsozialisten verfolgt. Sein Verbleib zwischen 1933 und 1937 ist unbekannt. Ab Juni 1937 war Stern in den Niederlanden gemeldet, zunächst in Amsterdam, später in Schoorl und Aardenburg. Von Ende Januar 1940 bis März 1942 war er im Durchgangslager Westerbork inhaftiert. Dort ist er nicht, wie früher angenommen wurde, verstorben; vielmehr wurde er 1942 aus dem Lager entlassen. Nach weiteren Aufenthalten in Amsterdam und Hilversum verliert sich im Jahr 1944 seine Spur in den Niederlanden.
Im Mai 2018 wurde zum Gedenken an Fried Stern vor seinem letzten Wohnsitz in der Neuhofstraße in Frankfurt-Nordend ein Stolperstein verlegt.

Spuren von Fried Stern in Frankfurt am Main
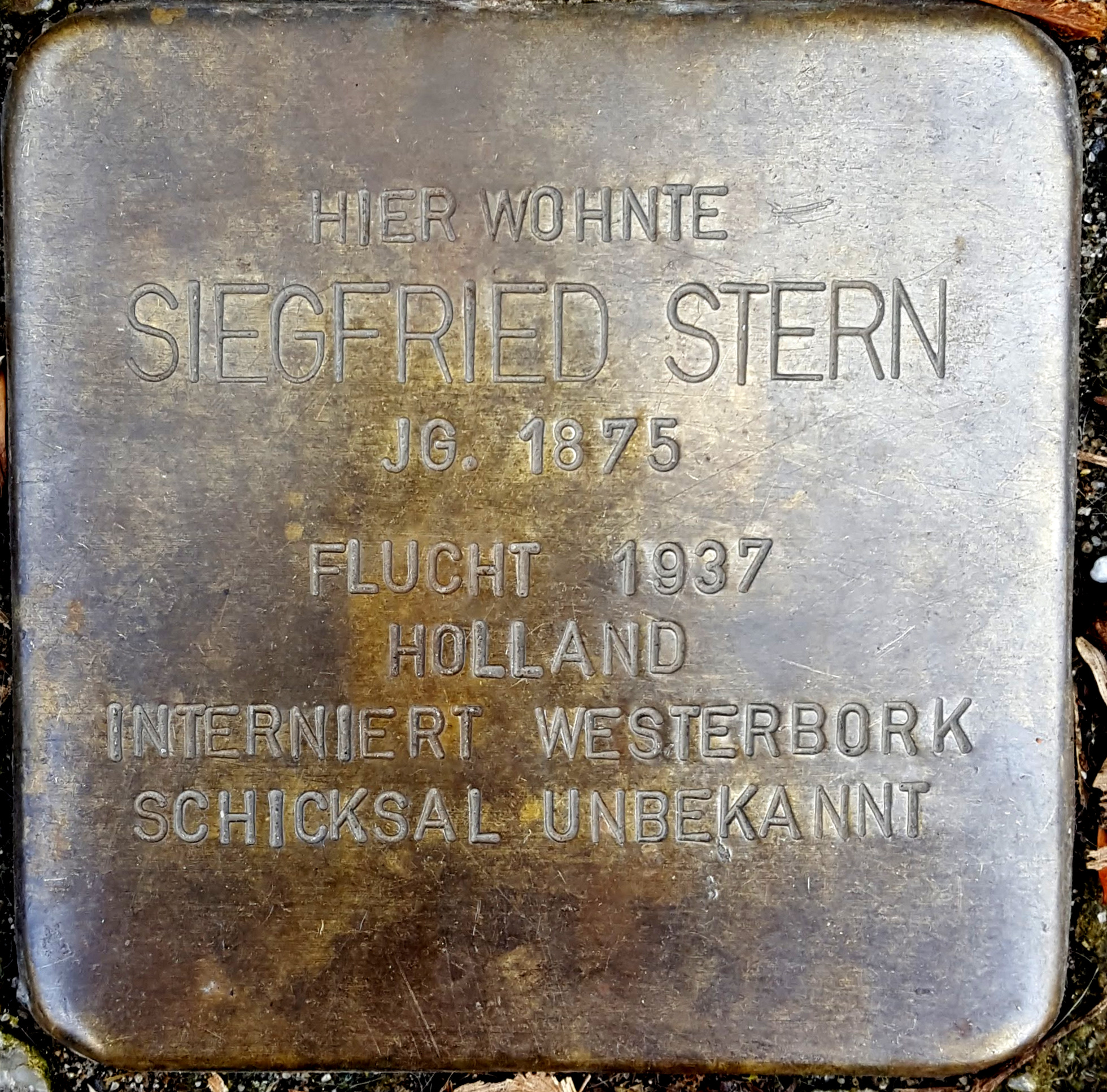
Stolperstein für Siegfried Stern, Neuhofstr. 33, Frankfurt-Nordend
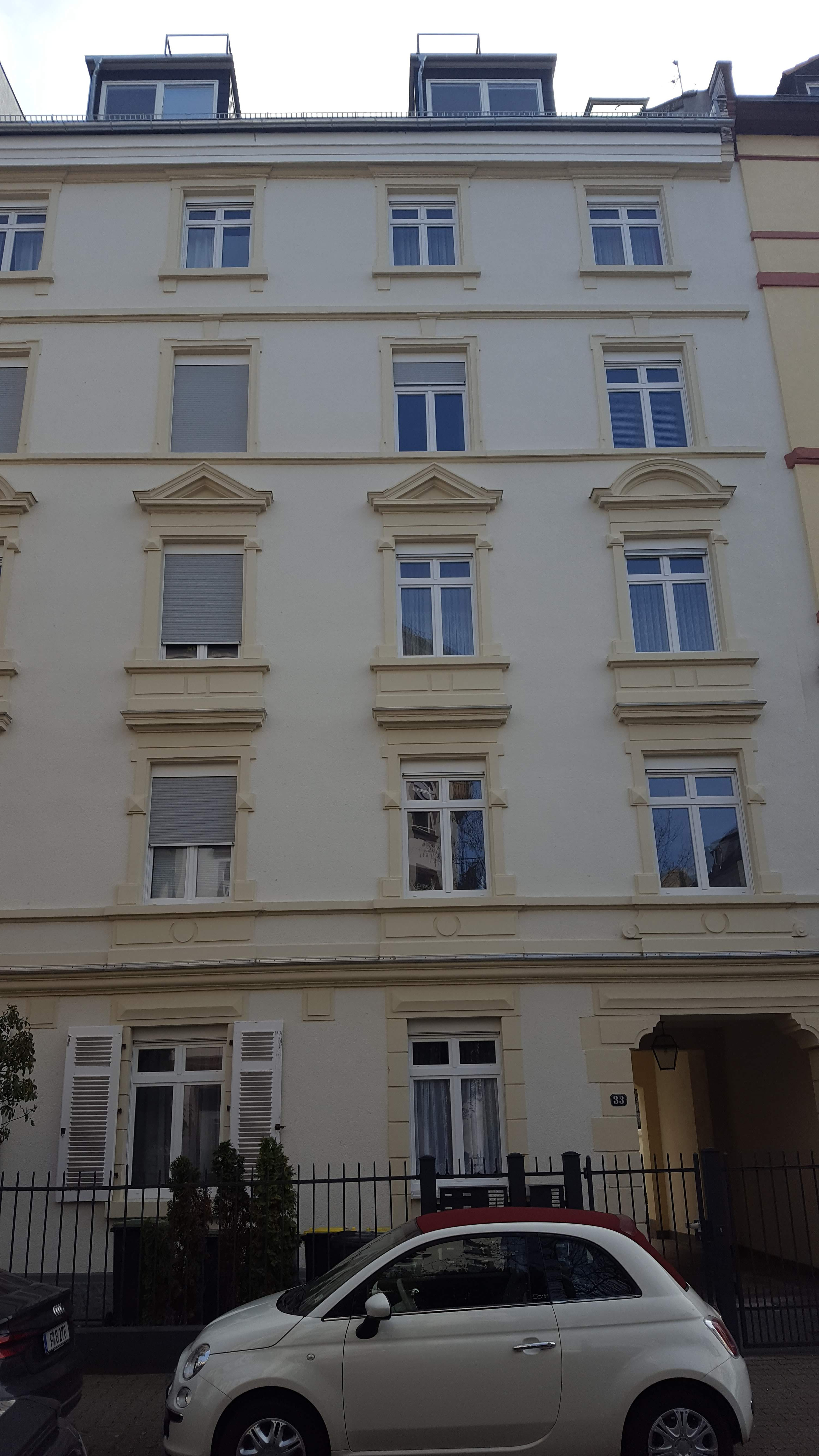
Das Haus Neuhofstr. 33, Frankfurt-Nordend

## Werke (Auswahl)
- Aus dem Tagebuch des Robinson Crusoe. Verse und Bilder. Knauer, Frankfurt am Main 1913, urn:nbn:de:gbv:084-13041713569 (Grosse Ausgabe; 2., vermehrte und verbesserte Auflage: Knauer, Frankfurt am Main 1914).
- Der Struwwelpeter von heute. Ein Bilderbuch für die Großen von Fried Stern. Verlag F.A.C. Prestel, Frankfurt am Main 1914, urn:nbn:de:hebis:30:2-301227 (archive.org).
- Der Robinson in Reim und Bild. Rütten & Loening, Frankfurt am Main 1916 (Neue veränderte Auflage: Rütten & Loening, Frankfurt am Main 1922; Neuauflage: Schauenburg, Lahr 1949).
- Heimat und Vaterland. Klimsch’s Druckerei J. Maubach & Co., G.m.b.H., Frankfurt am Main 1917, urn:nbn:de:hebis:30-1096099.
- Fritz Boehle als Mensch und Künstler. 2., vermehrte und verbesserte Auflage. Klimsch, Frankfurt am Main 1918 (Erstausgabe:  1917).
- Münchhausen am Sereth. Hauser, Frankfurt am Main 1922.
- „Fried“: Jugendjahre eines Frankfurter Malers. Frankfurter Kunstverein, Frankfurt am Main 1925.
- Freitag, der schwarze Malersmann. Voigt & Gleiber, Frankfurt am Main 1929.